# His Fight
His Fight est un film muet américain réalisé par Colin Campbell et sorti en 1914.

## Fiche technique
- Réalisation : Colin Campbell
- Scénario : Colin Campbell, d'après une histoire de James Oliver Curwood
- Date de sortie : 
  - États-Unis : 11 juillet 1914

## Distribution
- Eugenie Besserer
- Jack McDonald
- Tom Mix
- Wheeler Oakman
- Henry Otto
- Tom Santschi
- Old Blue, le cheval de Tom Mix